# Like Blood Like Honey
| Đánh giá chuyên môn | Đánh giá chuyên môn |
| Nguồn đánh giá      | Nguồn đánh giá      |
| Nguồn               | Đánh giá            |
| ------------------- | ------------------- |
| Allmusic            | [ 1 ]               |

Like Blood Like Honey là album phòng thu đầu tay của nữ ca sĩ-nhạc sĩ người Mỹ Skylar Grey, khi đó được biết đến với cái tên Holly Brook. Album được phát hành bởi hãng đĩa Warner Bros. vào ngày 25 tháng 5 năm 2006. Album đã đạt được vị trí #35 trên bảng xếp hạng Heatseekers Albums của tạp chí Billboard.

## Danh sách ca khúc
| STT | Nhan đề                 | Sáng tác                            | Thời lượng |
| --- | ----------------------- | ----------------------------------- | ---------- |
| 1.  | "Giving It Up for You"  | Holly Brook, Jon Ingoldsby          | 4:03       |
| 2.  | "Wanted"                | Brook, Ingoldsby                    | 3:56       |
| 3.  | "What I Wouldn't Give"  | Brook, Tiffany Hafermann, Ingoldsby | 5:15       |
| 4.  | "Like Blood Like Honey" | Brook, Ingoldsby                    | 3:34       |
| 5.  | "Again & Again"         | Brook, Ingoldsby                    | 4:18       |
| 6.  | "Curious"               | Brook                               | 4:15       |
| 7.  | "Saturdays"             | Brook                               | 3:02       |
| 8.  | "Heavy"                 | Brook, Ingoldsby                    | 4:24       |
| 9.  | "Still Love"            | Brook                               | 4:19       |
| 10. | "All Will Be Forgotten" | Brook, Heather Holley               | 4:15       |
| 11. | "Cellar Door"           | Brook                               | 5:28       |

| Ca khúc tặng kèm bản Đặc biệt | Ca khúc tặng kèm bản Đặc biệt | Ca khúc tặng kèm bản Đặc biệt | Ca khúc tặng kèm bản Đặc biệt |
| STT                           | Nhan đề                       | Sáng tác                      | Thời lượng                    |
| ----------------------------- | ----------------------------- | ----------------------------- | ----------------------------- |
| 12.                           | "Candy Maker"                 | Brook                         | 4:49                          |
| 13.                           | "Blood, White and Blue"       | Brook                         | 4:27                          |
| 14.                           | "Try Me"                      | Brook, Ingoldsby              | 3:15                          |
| 15.                           | "Cold Outside"                | Brook                         | 4:00                          |